# Leichtathletik-Weltmeisterschaften 1995/Teilnehmer (Liechtenstein)
| Goldmedaillen | Silbermedaillen | Bronzemedaillen |
| ------------- | --------------- | --------------- |
| –             | –               | –               |

Liechtenstein stellte mindestens eine Teilnehmerin und einen Teilnehmer bei den Leichtathletik-Weltmeisterschaften 1995 in der schwedischen Stadt Göteborg.

## Ergebnisse

### Männer

#### Laufdisziplinen
| Athlet       | Disziplin | Vorlauf | Vorlauf | Viertelfinale      | Viertelfinale      | Halbfinale | Halbfinale | Finale | Finale |
| Athlet       | Disziplin | Zeit    | Platz   | Zeit               | Platz              | Zeit       | Platz      | Zeit   | Platz  |
| ------------ | --------- | ------- | ------- | ------------------ | ------------------ | ---------- | ---------- | ------ | ------ |
| Martin Frick | 200 m     | 21,89 s | 63      | nicht qualifiziert | nicht qualifiziert | –––        | –––        | –––    | –––    |

### Frauen

#### Siebenkampf
| Athletin       | 100 m Hürden   | Hochsprung   | Kugelstoßen   | 0200 m0       | Weitsprung            | Speerwurf             | 0800 m0 | Punkte |
| Manuela Marxer | 13,83 s 1003 P | 1,74 m 903 P | 13,23 m 743 P | 24,40 s 943 P | kein gültiger Versuch | nicht mehr angetreten | –––     | 3592   |